# 埃奇伍德 (明尼蘇達州)
埃奇伍德（英語：Edgewood）是位於美國明尼蘇達州伊善提縣伊善提鎮區的一個非建制地區。

## 地理
埃奇伍德所處的海拔為高於海平面195米（即643英呎），而該地所採用的時區為UTC-6，即北美中部時區（CST）。同時該地設有夏令時間，為UTC-6調快一小時，即UTC-5（CDT）。